# Liste der spanischen Vizekönige von Navarra
Mit Beginn der Eroberung des südlichen Teils des Königreichs Navarra im Jahr 1512 wurden von den spanischen Monarchen Vizekönige ernannt. Der Titel Vizekönig von Navarra wurde 1840 nach dem Ende des Ersten Carlistenkrieges abgeschafft.
- 1512: Diego Fernández de Córdoba, Markgraf von Comares
- 1515: Fadrique de Acuña, Graf von Buendía
- 1516: Antonio Manrique de Lara, Herzog von Nájera (Haus Manrique de Lara)
- 1521: Francisco López de Zúñiga, Graf von Miranda
- 1524: Diego de Avellaneda, Bischof von Tuy
- 1527: Martín Alfonso Fernández de Córdoba, Graf von Alcaudete
- 1534: Diego Hurtado de Mendoza y Silva, Markgraf von Cañete
- 1542: Juan de Vega, Señor de Grajal
- 1543: Luis Hurtado de Mendoza y Pacheco, Markgraf von Mondéjar
- 1546: Álvar Gómez Manrique de Mendoza, Graf von Castrogeriz
- 1547: Luis de Velasco, Señor de Salinas
- 1549: Bernardino de Cárdenas y Pacheco, Herzog von Maqueda
- 1552: Beltrán de la Cueva y Toledo, Herzog von Alburquerque (Haus La Cueva)
- 1560: Gabriel de la Cueva, Herzog von Alburquerque (Haus La Cueva)
- 1564: Alfonso de Córdoba y Velasco, Graf von Alcaudete
- 1565: José de Guevara y Tovar, Señor de Escalante
- 1567: Juan de la Cerda y Silva, Herzog von Medinaceli
- 1572: Vespasiano Gonzaga y Colonna, Fürst von Sabbioneta
- 1575: Sancho Martínez de Leiva, Señor de Leiva
- 1579: Francisco Hurtado de Mendoza, Markgraf von Almazán
- 1589: José Martín de Córdoba y Velasco, Markgraf von Cortes
- 1595: Juan Cardona y Requesens (Haus Folch de Cardona)
- 1610: Alonso Idiáquez de Butrón, Herzog von Ciudad Real
- 1618: Felipe Ramírez de Arellano, Graf von Aguilar
- 1620: Juan de Mendoza y Velasco, Markgraf von Hinojosa
- 1623: Bernardino González de Avellaneda, Markgraf von Castrillo
- 1629: Fernando Girón, Herzog von Nemeses
- 1629: Juan Carlos de Guzmán y Silva, Markgraf von Fuentes
- 1631: Luis Bravo Acuña
- 1634: Francisco González de Andía, Markgraf von Valparaíso
- 1637: Fernando de Andrade y Sotomayor, Erzbischof von Burgos
- 1638: Pedro Fajardo Requesens y Zúñiga, Markgraf von Los Vélez
- 1640: Francisco María de Carrafa y Carrafa, Herzog von Nochera
- 1641: Enrique Enríquez Pimentel, Markgraf von Tabara
- 1641: Sebastián Suárez de Mendoza, Graf von La Coruña
- 1643: Duarte Fernández Álvarez de Toledo, Graf von Oropesa
- 1646: Andrea Castelmo, Herzog von Populi
- 1646: Luis de Guzmán y Ponce de León
- 1649: Diego Roque López Pacheco, Markgraf von Villena
- 1652: Diego Benavides de la Cueva y Bazán, Graf von Santisteban
- 1661: Antonio Álvarez de Toledo, Markgraf von Villanueva del Río
- 1662: Antonio Pedro Gómez Dávila, Markgraf von San Román
- 1664: Francisco de Tutavila y del Rufo, Herzog von San Germán
- 1667: Diego Caballero de Illescas y Cabeza de Vaca
- 1671: Alessandro Farnese, Prinz von Parma
- 1676: Antonio de Velasco y Ayala, Graf von Fuensalida
- 1681: Íñigo de Velandia Arce y Arellano
- 1684: Diego Felipe de Guzmán, Markgraf von Leganés
- 1684: Enrique de Benavides de la Cueva y Bazán, Markgraf von Bayona
- 1685: Ernst Alexander von Ligné und Croy, Fürst von Chimay
- 1686: Alexandre de Bournonville, Herzog von Bournonville
- 1691: Juan Manuel Fernández Pacheco Cabrera, Herzog von Escalona
- 1692: Baltasar de Zúñiga y Guzmán, Markgraf von Valero
- 1697: Jean Charles de Watteville, Markgraf von Conflans
- 1698: Pedro Álvarez de Vega, Graf von Grajal
- 1699: Domingo Pignatelli y Vagher, Markgraf von San Vicente